# Ela Disse, Ele Disse
Ela Disse, Ele Disse é um filme brasileiro de comédia romântica dirigido por Cláudia Castro e baseado no livro de mesmo nome da escritora Thalita Rebouças. O filme é protagonizado por Duda Matte, Marcus Bessa e Maisa Silva e foi lançado em 3 de outubro de 2019.
O primeiro trailer foi divulgado em 10 de julho de 2019.

## Enredo
Em uma história envolvendo bullying, paixões e amizades, Rosa (Duda Matte) e Léo (Marcus Bessa) são dois adolescentes de personalidades diferentes que ingressam em uma nova escola e tem a missão de fazerem novos amigos, entretanto, Léo demonstra interesse no futebol, enquanto Rosa irá enfrentar vários problemas com Júlia (Maisa Silva), a garota mais popular e descolada do colégio, ainda mais quando os três acabam se envolvendo em um triângulo amoroso.

## Elenco
- Maisa Silva como Júlia[8]
- Duda Matte como Rosa[9]
- Marcus Bessa como Leonardo (Léo)[10]
- Matheus Lustosa como Rafa
- Maria Clara Gueiros como Madalena
- Ângelo Paes Leme como Lúcio
- Giulia Ayumi como Carol
- Maria Cecília Warpe como Luana
- Pedro David como Tony
- Rodrigo Tavares como Cebola
- JP Rufino como Homero
- Daniel Pim como Yuri
- Maria Júlia Lima como Ludmila
- Fernanda Gentil como Paloma[11]
- Bianca Andrade como Profª. Fátima[12]
- Aramis Trindade como Zuza
- Thalita Rebouças como Cecília

## Produção
Ela Disse, Ele Disse marca a quarta adaptação cinematográfica de um romance da escritora Thalita Rebouças, depois de É Fada!, Fala Sério, Mãe! e Tudo por um Popstar. O filme marca o primeiro trabalho notório dos atores Duda Matte e Marcus Bessa, depois que ambos fizeram participações na telenovela Carinha de Anjo e algumas peças de teatro. Também chamou atenção quando foi anunciado que Maisa Silva iria interpretar sua primeira antagonista de sua carreira, além da participação da apresentadora Fernanda Gentil e a influenciadora Bianca Andrade como atrizes. As filmagens começaram em janeiro de 2019 no Rio de Janeiro.